# Sergio Guerrero Romero
Sergio Guerrero Romero (Alameda (Málaga), 13 de enero de 1999) más conocido como Mini, es un futbolista español que juega como centrocampista en el Fútbol Club Cartagena de la Segunda División de España.

## Trayectoria
Nacido en Alameda (Málaga), Mini se incorporó a la cantera del Málaga CF en 2014, tras un breve paso por la UD Maracena. 
En la temporada 2017-18, forma parte de la plantilla del Atlético Malagueño de la Tercera División de España. Debutó con el filial malaguista el 29 de octubre de 2017, sustituyendo en la segunda parte a Pablo Clavería en la goleada en casa por 6-1 al Guadix CF, temporada en la que se consiguiera el ascenso a la Segunda División B de España.
El 3 de octubre de 2018, Guerrero fue cedido al CD El Palo de la Tercera División de España.
En julio de 2019, Mini regresó a Atlético Malagueño. El 8 de mayo de 2021, hizo su debut en el primer equipo del Málaga CF en la Segunda División de España, reemplazando a Joaquín Muñoz en el empate 1-1 ante el RCD Mallorca. En la misma temporada disputaría 3 partidos con el primer equipo malagueño.
El 9 de julio de 2021, firmó por el Atlético de Madrid B de la Tercera División RFEF, convirtiéndose en capitán con el que lograría dos ascensos consecutivos, ascenso en la temporada 2021-22 de Tercera a Segunda Federación, y a Primera Federación en la temporada 2022-23, donde disputa 34 partidos con 3 goles y 3 asistencias. En total suma más de 100 partidos con el filial rojiblanco y formaría parte en convocatorias del Cholo Simeone en Champions League, pero no llegó a debutar. 
El 11 de julio de 2024, firma por el Fútbol Club Cartagena de la Segunda División de España.

## Clubes
Actualizado al último partido disputado el 13 de julio de 2024.
| Club                 | País   | Año       | Partidos | Goles |
| -------------------- | ------ | --------- | -------- | ----- |
| Atlético Malagueño   | España | 2017-2022 | 49       | 4     |
| CD El Palo (cedido)  | España | 2018-2019 | 29       | 1     |
| Málaga CF            | España | 2020-2021 | 3        | 0     |
| Atlético de Madrid B | España | 2021-2024 | 105      | 8     |
| FC Cartagena         | España | 2024-act. | 0        | 0     |